# Metalimnobia (Metalimnobia) novaeangliae
Metalimnobia (Metalimnobia) novaeangliae is een tweevleugelige uit de familie steltmuggen (Limoniidae). De soort komt voor in het Nearctisch gebied.